# Ascogaster patula
Ascogaster patula är en stekelart som beskrevs av De Saeger 1948. Ascogaster patula ingår i släktet Ascogaster och familjen bracksteklar. Inga underarter finns listade.